# GIF
GIF (pronunciat jif, acrònim de Graphics Interchange Format, Format d'intercanvi de gràfics) és un format per a la compressió d'arxius d'imatge molt popular a Internet, creat el 1987 per Stephen Wilhite (1948-2022) mentre treballava per a CompuServe, per comprimir fitxers d’imatge i facilitar la seva transmissió amb les connexions lentes disponibles en aquella època.
El GIF va ser l’estàndard per publicar a la web imatges no realistes (només pot representar 256 colors) fins que l’exigència de drets d’ús per part de CompuServe va popularitzar l’alternativa dels fitxers PNG. La modalitat més popular dels GIF són les imatges animades.

## Característiques
Es tracta d'un esquema de compressió sense pèrdua per reduir la grandària de la imatge, basat en una variant de l'algorisme Lempel Ziv Welch, propietat d'Unisys Corporation. Aquest sistema funciona molt millor en imatges amb zones de color homogeni: quants menys colors tingui la imatge millor funcionarà l'esquema de compressió.
Existeixen diverses versions, però les més emprades són el GIF87A i el GIF89A. El format inicial suportava fins a 256 colors (8 bits). Aquest estàndard fou revisat l'any 1989, donant com a resultat un de nou que permetia emmagatzemar més d'una imatge, amb la qual cosa ja es podien fer animacions senzilles. A més, permet definir un color com transparent i la forma de càrrega al web pot ésser normal o entrellaçada. El color de transparència pot originar problemes si s'utilitzen tècniques de suavitzat, ja que, a priori, la imatge no coneix el color que hi ha a sota i, per tant, no pot fer el suavitzat adequadament.
A més, era un format patentat i qualsevol programador que volia fer-ne ús havia de pagar a la companyia creadora tant pel format com l'algorisme que empra.
Fa poc que la patent de gif ha caducat i ara ja és un format lliure.
Una imatge GIF pot contenir entre 2 i 256 colors (2, 4, 8, 16, 32, 64, 128 o 256) entre 16,8 milions de la seva paleta. Per tant, com que la paleta té un nombre de colors il·limitat (no limitat en variació en colors diferents), les imatges que s'obtenien amb aquest format generalment eren molt petites.
No obstant, atès que l'algoritme de comprensió LZW estava patentat, tots els editors de software que utilitzaven imatges GIF havien de pagar a Unisys, la companyia propietària dels drets. Aquesta és una de les raons per les quals el format PNG s'està tornant cada cop més popular, en perjudici del format GIF

## Història[2]

### Origen de la imatge en moviment cíclica

Il·lusió de moviment en un fenaquistoscopi

L'any 1832, Joseph Plateau i Simon von Stampfer van presentar el fenaquistoscopi o disc estroboscòpic: el primer aparell que permetia reproduir el moviment d'una imatge. Es basava en l'efecte de la persistència de la visió i de la retina. L'espectador es col·locava davant d'un mirall i posava les imatges de cara al mirall de manera que quan feia girar el disc i mirava a través d'una ranura del disc s'obtenia la il·lusió d'imatges en moviment. La separació entre les ranures que contenia el disc feia la funció d'obturador quan aquest girava a una velocitat adequada. Així doncs, el fenaquistoscopi no era més que un disc amb una sèrie de dibuixos que al reproduir-se en bucle generaven la il·lusió de moviment.
Dos anys més tard, al 1834, William George Horner va millorar l'invent anterior i creà el zoòtrop: un tambor circular amb unes petites ranures homogèniament repartides per la seva part superior i una tira de dibuixos enganxada al seu interior sota les ranures. Al girar el tambor i mirar per una ranura s'obtenia la il·lusió de moviment cíclica.
Al 1876, Charles-Émile Reynaurd inventà el praxinoscopi, que eren exactament 12 dibuixos en una tira enganxada dins d'un tambor similar al del zoòtrop però aquest sense ranures, sinó que era un cilindre interior envoltat de miralls el que realitzava l'obturació, i així doncs la il·lusió de moviment en bucle.
Cal destacar també les aportacions de Muybridge i Marey quant a la imatge en moviment, ja que van ser els primers en realitzar aquestes cintes cícliques però amb fotografies reals a partir d'anàlisis del moviment mitjançant la imatge. Muybridge realitzava una anàlisi del galop d'un cavall al 1873 i Marey al 1882 va fer servir una primera càmera cronofotogràfica, molt moderna, per enregistrar varies imatges seqüencials en una mateixa placa de vidre.
Al 1894, Thomas Edison i Dickson estrenaven una sala de cinetoscopis, màquines (algunes eren cícliques) que funcionaven amb monedes i permetien veure una pel·lícula curta no amb projecció, sinó dins d'un aparell.

### Origen del GIF com a format d'imatge en moviment

Animated gif

El 15 de juny de 1987, l'empresa nord-americana CompuServe va introduir el GIF per proporcionar un format d'imatge en color per a les seves àrees de descàrregues d'arxius, substituint el format de codificació de longitud d'execució anterior (run-length encoding, RLE), ja que aquest era només en blanc i negre. El GIF es va popularitzar perquè va utilitzar la compressió de dades LZW, que era més eficient que la RLE que utilitzaven PCX i MacPaint, per tant, es podien descarregar imatges bastant grans en temps raonablement curts, fins i tot amb mòdems molt lents.
La primera versió del GIF es va anomenar 87a. El 1989, Compuserve va publicar una versió millorada anomenada 89a, que va afegir millores en l'animació, colors de fons transparents i emmagatzematge de metadades específiques de l'aplicació. La versió 89a també va permetre incorporar etiquetes de text com a text i no com a dades gràfiques. Les dues versions es poden diferenciar observant els sis primers bytes de l'arxiu que quan es llegeix en ASCII s'aprecia "GIF87a" o "GIF89a", respectivament.
CompuServe va encoratjar l'adopció del GIF proporcionant utilitats de conversió descarregables per a diversos ordinadors. Al desembre de 1987, per exemple, un usuari d'Apple II GS podia veure imatges creades en un Atari ST o Commodore 64. GIF va ser un dels dos primers formats d'imatge que s'utilitzaven habitualment en els llocs web, l'altre era el XBM, que era en blanc i negre.
El setembre del 1995, Netscape Navigator 2.0 va afegir la possibilitat de reproduir en bucle els GIF animats tal com ara els coneixem.

## Usos
L'ús dels GIF és generalment per a la publicitat de tipus bàner. La seva principal utilitat avui en dia segueix essent el desplegament d'imatges animades per pàgines web, en ser l'únic format suportat per multitud de navegadors que permet dit efecte. Cal destacar que l'animació d'aquest tipus d'imatges només es pot visualitzar en cert tipus d'aplicacions i programes com ara presentacions de power point o pàgines web, però en fulls de càlcul o documents de text les imatges gif perden la seva animació.
Al cap del temps, les imatges GIF han adquirit un ús molt més important. No tan sols s'utilitzen per expressar estats d'ànim a les xarxes socials, sinó que ara està a l'abast de tots crear-ne, i ser nosaltres els protagonistes de la imatge en moviment. Han aparegut un extens nombre d'aplicacions a l'abast de tothom com ara GIFX, GIPHY, i PicsArt Gif, entre d'altres.

## Patents
Unisys, propietari de la patent de l'algoritme LZW, que s'utilitza en el format GIF, va reclamar durant anys el pagament de regalies per usar-lo. Compuserve, en desenvolupar el format, no sabia que l'algoritme LZW estava cobert per una patent. A causa d'aquest fet, qualsevol programa capaç d'obrir o guardar arxius GIF comprimits amb LZW havia de complir amb les seves exigències. És necessari recalcar que el format GIF pot utilitzar altres mètodes de compressió no coberts per patents, com ara el mètode Runlenght encoding.
El 20 de juny de 2003 va expirar en Estats Units la patent per a l'algoritme LZW.

## Paleta de colors
El format GIF està basat en una paleta de colors. Els colors utilitzats en una imatge de qualsevol fitxer tenen el seu origen en el model de color RGB, definit en una paleta de colors que inclou 256 colors diferents. Per tant, les dades de la imatge estaran referides a un d'aquests 256 colors indexats en ordre de 0 a 255. La definició del color pot ser expressada en múltiples gradients d'ombrejat (224 ombres, 8 bits per cada color primari), però el màxim nombre de colors que pot contenir el marc sempre serà 256. Quan el GIF fou desenvolupat, aquesta limitació semblava raonable, ja que pocs usuaris podien disposar d'un maquinari (hardware) que mostrés més colors simultàniament. Els gràfics més simples, els dibuixos animats i les fotografies amb escala de grisos normalment utilitzen menys de 256 colors.
Moltes tècniques, popularment conegudes com a tramat, han estat desenvolupades per a proporcionar una gamma més àmplia de colors en una paleta més petita. Això s'aconsegueix utilitzant píxels de dos o més colors per aproximar els colors entre ells. Aquestes tècniques sacrifiquen part de la resolució espacial, a canvi de proporcionar una resolució de color més profunda. Tot i que no formen part de l'especificació del GIF, les tècniques de tramat poden ser utilitzades en imatges codificades subsegüentment com a imatges GIF.
Sovint aquesta no és la solució ideal per a les imatges GIF, no tan sols per la pèrdua de resolució espacial, que dona un aspecte borrós de la imatge en la pantalla, sinó també perquè els patrons de tramat sovint interfereixen en la compressibilitat de la dada de la imatge, treballant, així, contra el propòsit principal del GIF.

## GIF a les xarxes socials[4][5]
Les xarxes socials han provocat una nova edat d'or en aquest format, que havia perdut terreny, davant d'altres d'alta resolució per a les fotografies. Les xarxes socials, com ara Google Plus o Tumbrl, que permeten les animacions han fet que el gif animat torni a ser un format molt utilitzat per la seva senzillesa d'edició i poc pes en comparació amb els vídeos.
Recentment, les xarxes socials com ara Telegram, Twitter o Facebook s'hi han sumat i han inclòs la possibilitat d'utilitzar imatges GIF en els seus serveis. La seva popularitat també arriba fins a webs dedicades a aquest tipus d'imatges, com ara GIPHY, que es troba en llocs privilegiats (322) en el rànquing Alexa.

### GIF al WhatsApp
Actualment els GIF s'han estès de manera que fins i tot s'utilitzen per a respondre missatges, i aquest és el cas de l'aplicació de missatgeria instantània WhatsApp. L'aplicació va habilitar l'enviament d'aquests a la versió beta v2.17.6 d'una manera ràpida i fàcil: es tracta d'obrir la pestanya de l'emoticona a la part esquerra de la pantalla. Un cop s'obre la selecció d'emoticones, a la part inferior de la pantalla hi trobem el símbol GIF. Si el seleccionem, podem escollir, i fins i tot buscar, el GIF més apropiat.

### GIF a Instagram
Al febrer del 2018 es va incorporar una nova funció a Instagram, concretament a les "Instagram stories". A les opcions d'ubicació, hashtag, hora, temperatura, enquestes… Se'n va afegir una de nova, la dels GIF's. Ho van fer a través de Giphy una web que reuneix aquestes animacions des de fa temps. S'encarrega de controlar els GIF's, censurar aquells que són impropis i permetre els que no tenen contingut molest pels usuaris. Recentment, un GIF es va saltar el filtre de Giphy i va sortir a la llum un GIF de caràcter racista. Com a conseqüència es va censurar l'ús de GIF's en aquesta xarxa social. Un cop van assegurar que s'havia afegit un altre nivell de moderació en el filtre i van prendre les mesures necessàries perquè no tornés a passar, es va tornar a permetre l'ús de GIF's a Instagram.

## GIF als mitjans de comunicació
Encara que hi hagi l'opció de transmetre la mateixa idea amb un petit vídeo o amb una frase, un GIF presenta uns avantatges tècnics a tenir en compte: dinamitza la comunicació, té una reproducció immediata, facilita la retenció visual i produeix un gran impacte emocional.
Les primeres presències de gifs animats a la comunicació van ser en la revista nord-americana TIME qui va publicar una portada que incloïa un gif, que després de la presentació per part d'Apple dels nous models d'iPhone i Apple Watch va construir una portada que girava al voltant d'un article que parlava sobre la manera en que aquesta empresa estava envaint els nostres cossos. La imatge que es va utilitzar per il·lustrar aquest article en les seves versions digitals va ser la de una nina humana en la que pestanyejaven gràfics i nombres: un GIF. La seva versió en paper era igual però sense moviment. Uns dies després d'aquesta publicació, el 29 de setembre de 2014, la revista New Yorker va presentar una portada animada a la seva pàgina web i a la seva aplicació mòbil. La imatge constava d'un taxi de Nova York amb l'Empire State de fons i unes gotes de pluja que es desplaçaven per la pantalla.
Actualment, els lectors de revistes com Huffington Post o The New York Times estan acostumats a llegir notícies que contenen GIF i les seves aparicions en portades, i és una manera d'arribar a un públic molt més extens, per la qual cosa cada vegada s'estan popularitzant més.